# Biểu tượng quả táo

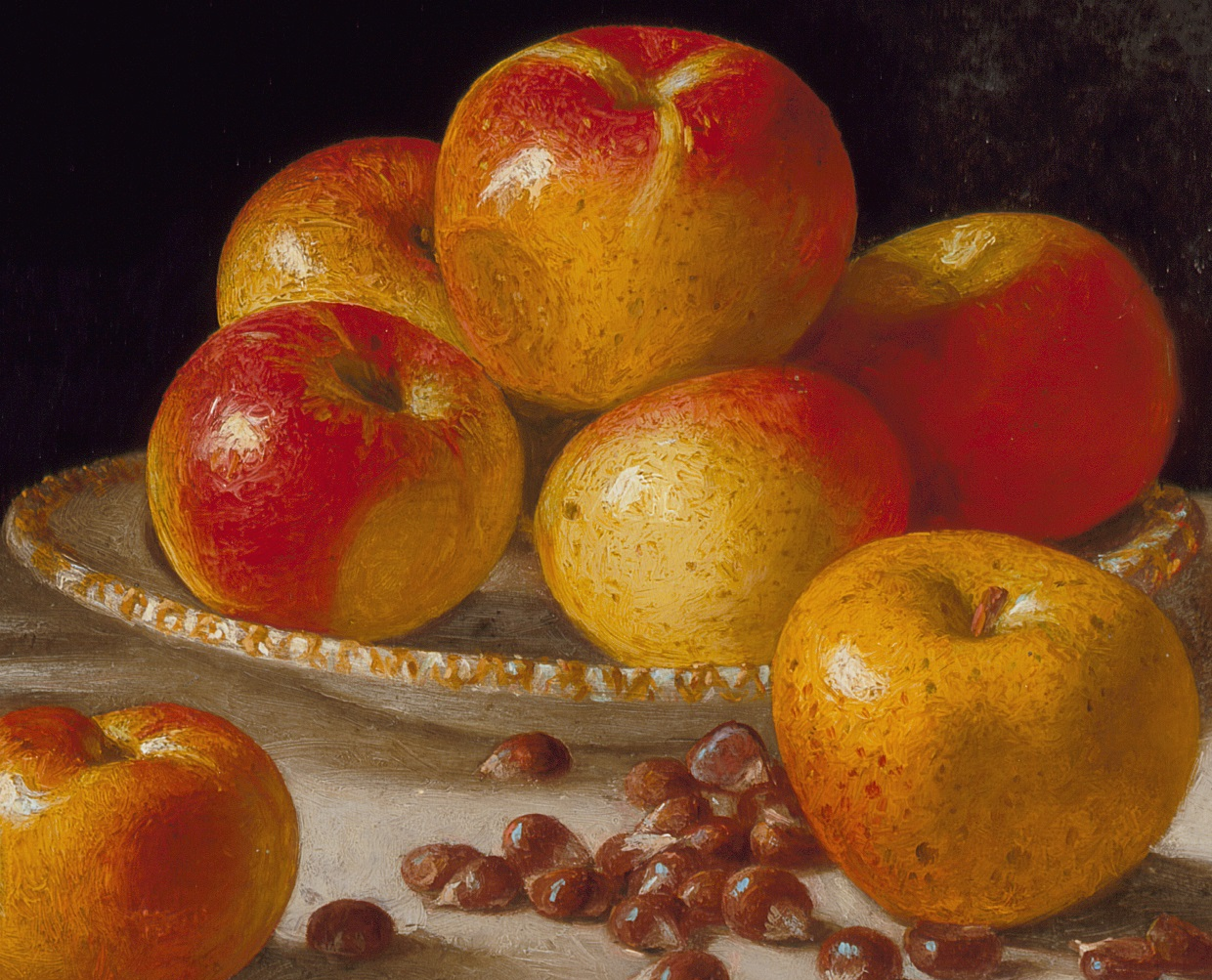
Tranh sơn mài về những quả táo trên dĩa

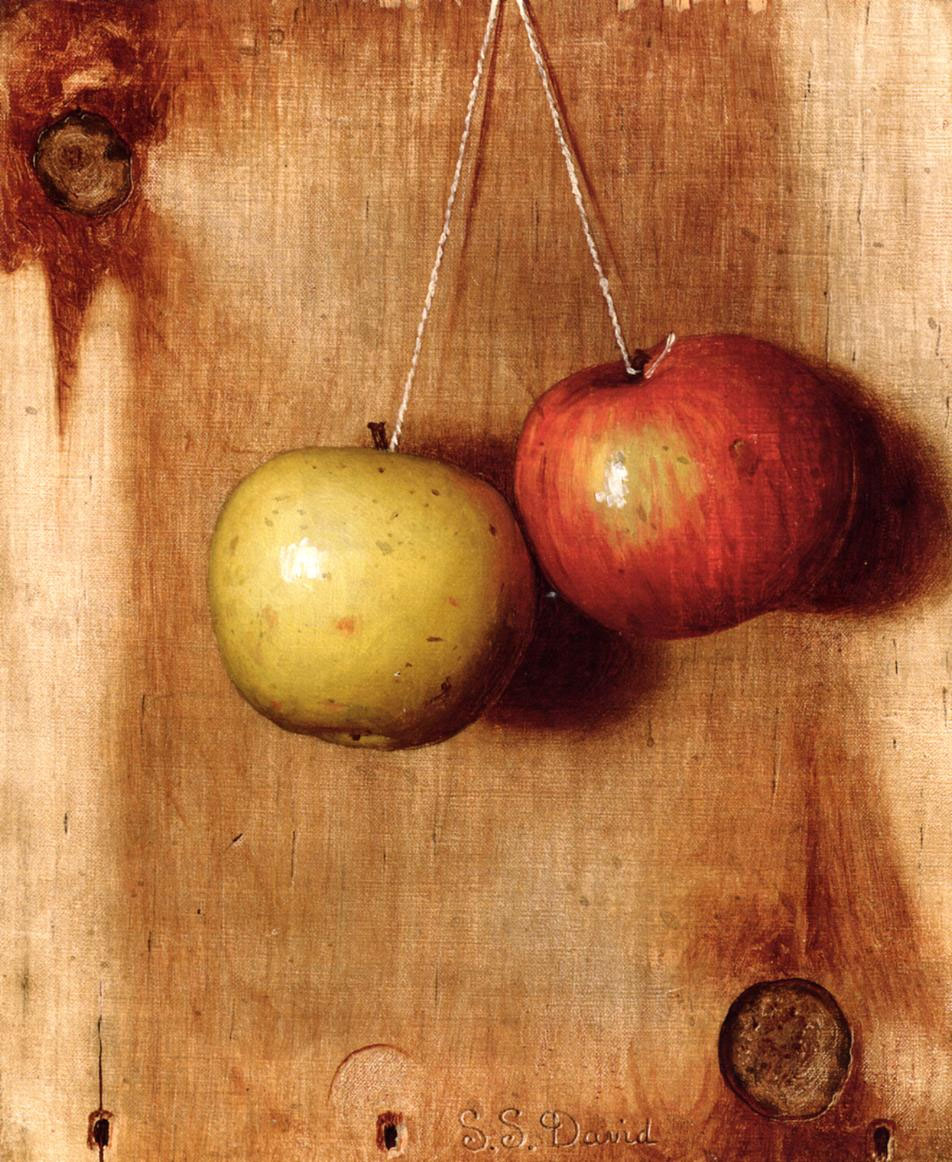
Họa phẩm về trái táo

Biểu tượng quả táo (ở đây là quả táo tây hay quả bôm) xuất hiện trong nhiều truyền thống tôn giáo, tín ngưỡng truyền thống, chúng thường được coi là một loại trái cây thần bí hoặc trái cấm. Một trong những vấn đề về việc xác định trái táo trong tôn giáo, thần thoại và truyện dân gian là vào cuối thế kỷ XVII, cụm từ "quả táo" đã được sử dụng như một thuật ngữ chung cho tất cả các loại trái cây trừ quả mọng, nhưng bao gồm cả quả hạch. Thuật ngữ này thậm chí có thể được mở rộng cho cả cây mật ong (Cecidia), vì chúng được cho là có nguồn gốc thực vật (táo sồi), khi cà chua được du nhập vào châu Âu, chúng được gọi là "táo tình yêu". Trong một tác phẩm tiếng Anh cổ, dưa chuột được gọi là Eorþæppla (nghĩa đen là "táo đất"), giống như trong tiếng Pháp, tiếng Hà Lan, tiếng Do Thái, tiếng Afrikaans, tiếng Ba Tư và tiếng Đức Thụy Sĩ cũng như một số phương ngữ tiếng Đức khác, các từ dành cho khoai tây có nghĩa là "táo-đất".
Trong một số ngôn ngữ, quả cam được gọi là "quả táo vàng" hoặc "táo Trung Quốc". Datura được gọi là "táo gai". Các học giả Robert Gordon Wasson, Carl Ruck và Clark Heinrich viết rằng quả táo thần thoại là một sự thay thế mang tính biểu tượng cho nấm Amanita muscaria (hoặc nấm bay) có nguồn gốc từ thực vật. Mối liên hệ của nó với kiến thức là sự ám chỉ đến các trạng thái mặc khải được mô tả từ một số pháp sư và người sử dụng nấm ảo giác Đôi khi các nghệ sĩ sẽ sử dụng quả táo, cũng như các biểu tượng tôn giáo khác, cho dù nhằm mục đích mỉa mai hay như một yếu tố cổ điển của từ vựng biểu tượng. Vì vậy, nghệ thuật thế tục cũng sử dụng quả táo làm biểu tượng của tình yêu và tình dục. Nó thường là một thuộc tính liên quan đến những vị thần sao Kim người được cho là đang nắm giữ quả táo kỳ diệu này.

## Trong tôn giáo

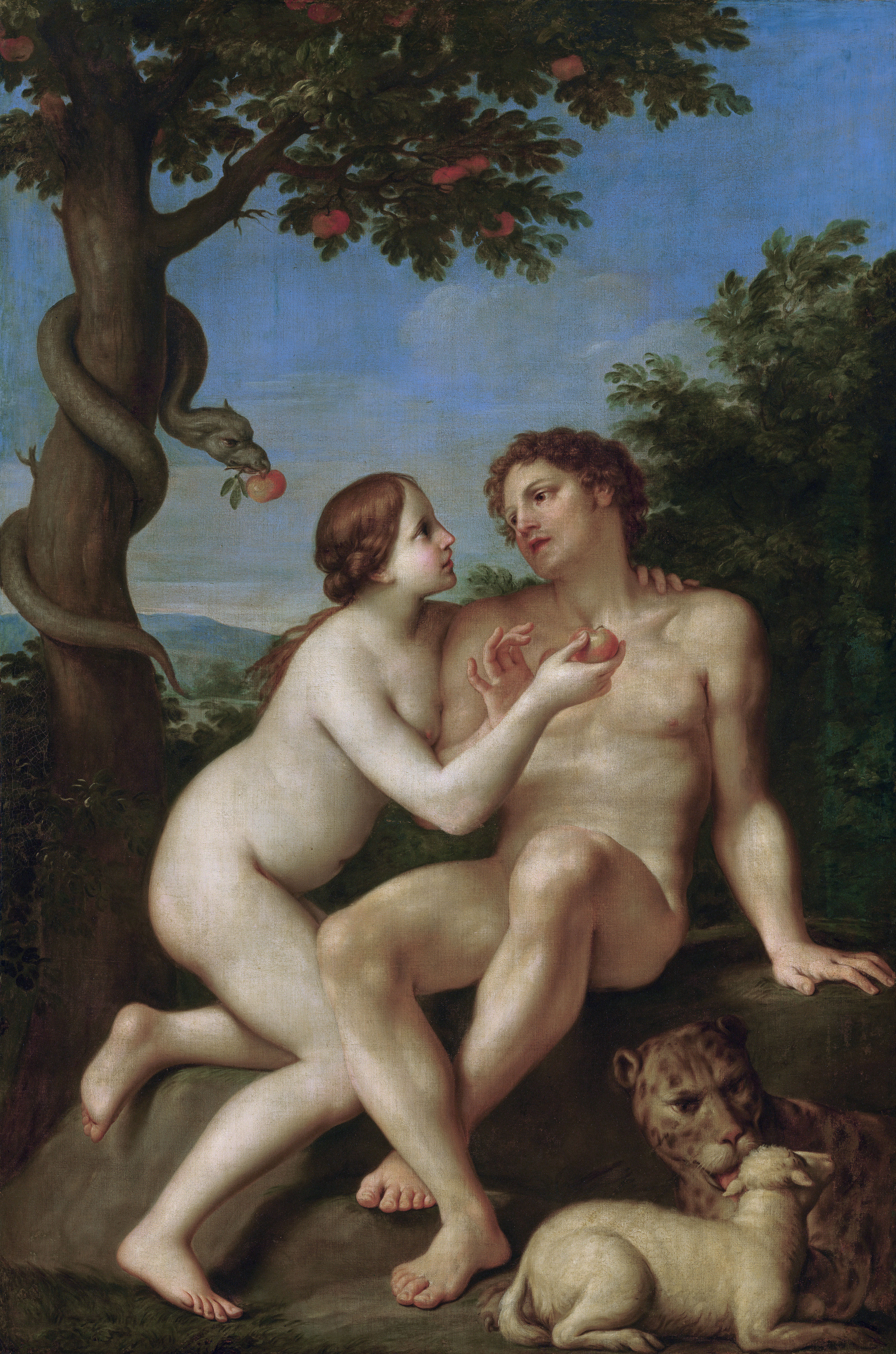
Họa phẩm của Marcantonio Franceschini về trái cấm ở Vườn Địa đàng

Mặc dù trái cấm trong Vườn Địa Đàng (Vườn Eden) trong Sách Sáng Thế không được xác định một cách cụ thể, nhưng truyền thống đại chúng của Cơ Đốc giáo cho rằng quả táo tây chính là trái cấm mà Eva đã dụ dỗ Adam cùng xơi với cô ta. Nguồn gốc nhận dạng rộng rãi một loại trái cây chưa được biết đến ở Trung Đông vào thời Kinh thánh đã được tìm thấy qua sự nhầm lẫn giữa các từ tiếng Latinh mālum (quả táo) và mălum (quả ác quỷ), các từ này được viết theo kiểu thông thường là malum (quả táo). Cái cây mọc ra trái cấm được gọi là "cây biết điều thiện và điều ác" trong Sáng thế ký 2:17 và trong tiếng Latinh "thiện và ác" có nghĩa là bonum et malum (vô tình nhầm lẫn thành cây táo).
Các họa sĩ trong thời kỳ Phục Hưng có thể đã bị ảnh hưởng từ câu chuyện về những quả táo vàng trong vườn Hesperides. Kết quả là trong câu chuyện của Adam và Eve, quả táo trở thành biểu tượng cho tri thức, sự bất tử, sự cám dỗ, sự sa ngã của con người vào tội lỗi và chính tội lỗi. Thanh quản trong cổ họng của con người đã được gọi là "quả táo của Adam" vì một quan niệm cho rằng nó được tạo ra bởi miếng trái cấm còn lại kẹt trong cổ họng của Adam. Quả táo là biểu tượng của sự quyến rũ thể xác tình dục, chúng đã được sử dụng để ám chỉ tình dục của con người có thể theo một cách mỉa mai (ăn trái cấm). Ở châu Âu đã có nhiều bức họa phẩm về quả táo, trong đó hình ảnh quả táo được đồng nhất hoặc thể hiện là trái cấm trong bối cảnh Vườn địa đàng nơi Adam và Eva đang khỏa thân ăn táo, thấp thoáng có con rắn độc xảo quyệt xúi bẩy điều xấu này.

## Trong thần thoại

### Hy Lạp
Trong thần thoại Hy Lạp, câu chuyện mười hai kỳ công của Heracles kể rằng anh hùng Hy Lạp Heracles (Héc-quyn) được ra lệnh đi đến Khu vườn của Hesperides để hái những quả táo vàng trên Cây Sự sống mọc giữa vườn. Trong thần thoại Hy Lạp, nữ thần Atalanta đã chạy thi trong một cuộc đua trước tất cả những người cầu hôn mình, nhằm cố gắng né tránh việc kết hôn. Cô ấy đánh bại tất cả trừ Hippomenes (còn được gọi là Melanion, một cái tên có thể bắt nguồn từ melon – "dưa", từ tiếng Hy Lạp cho cả "táo" và trái cây nói chung) anh ta đã đánh bại cô ấy bằng sự xảo quyệt chứ không phải tốc độ. Hippomenes biết rằng mình không thể chiến thắng trong một cuộc đua công bằng nên đã sử dụng ba quả táo vàng (quà tặng của nữ thần tình yêu Aphrodite) để đánh lạc hướng Atalanta. Phải mất cả ba quả táo và cả tốc độ của mình, nhưng Hippomenes cuối cùng đã thành công, anh giành chiến thắng trong cuộc đua và cưới được Atalanta.
Câu chuyện khác về Nữ thần bất hòa của Hy Lạp là Eris, trở nên bất bình sau khi cô không được mời đến đám cưới của Peleus với Thetis Để trả đũa, bà ta ném một quả táo vàng Bất hòa có khắc chữ Kallisti (Καλλίστη/Kalliste, đôi khi được phiên âm là Kallisti, nghĩa là "Dành cho người đẹp nhất") vào tiệc cưới. Ba nữ thần giành quả táo là Hera, Athena, và Aphrodite, cuối cùng thì Paris của thành Troia đã được chấm để chọn người nhận quả táo. Sau khi Paris bị cả Hera và Athena mua chuộc, Aphrodite đã cám dỗ anh ta với người phụ nữ xinh đẹp nhất thế giới là Helen của Sparta. Paris đã trao tặng quả táo cho Aphrodite, do đó gián tiếp gây ra Chiến tranh thành Troia. Do đó, ở Hy Lạp cổ đại, quả táo được coi là vật linh thiêng của thần Aphrodite. Ném một quả táo vào ai đó là để tuyên bố một cách tượng trưng tình yêu của một người, và tương tự, nắm bắt quả táo là để thể hiện một cách tượng trưng sự chấp nhận của một người đối với tình yêu đó. Một bài thơ được cho là của Platon có nội dung sau:
Tôi ném quả táo vào em, và nếu em muốn yêu tôi, hãy cầm lấy nó và chia sẻ thời con gái của em với tôi; nhưng nếu suy nghĩ của em không giống những gì tôi cầu nguyện, thì hãy bắt lấy nó, và hãy xem xét vẻ đẹp ngắn ngủi như thế nào.— Plato, Epigram VII

### Bắc Âu

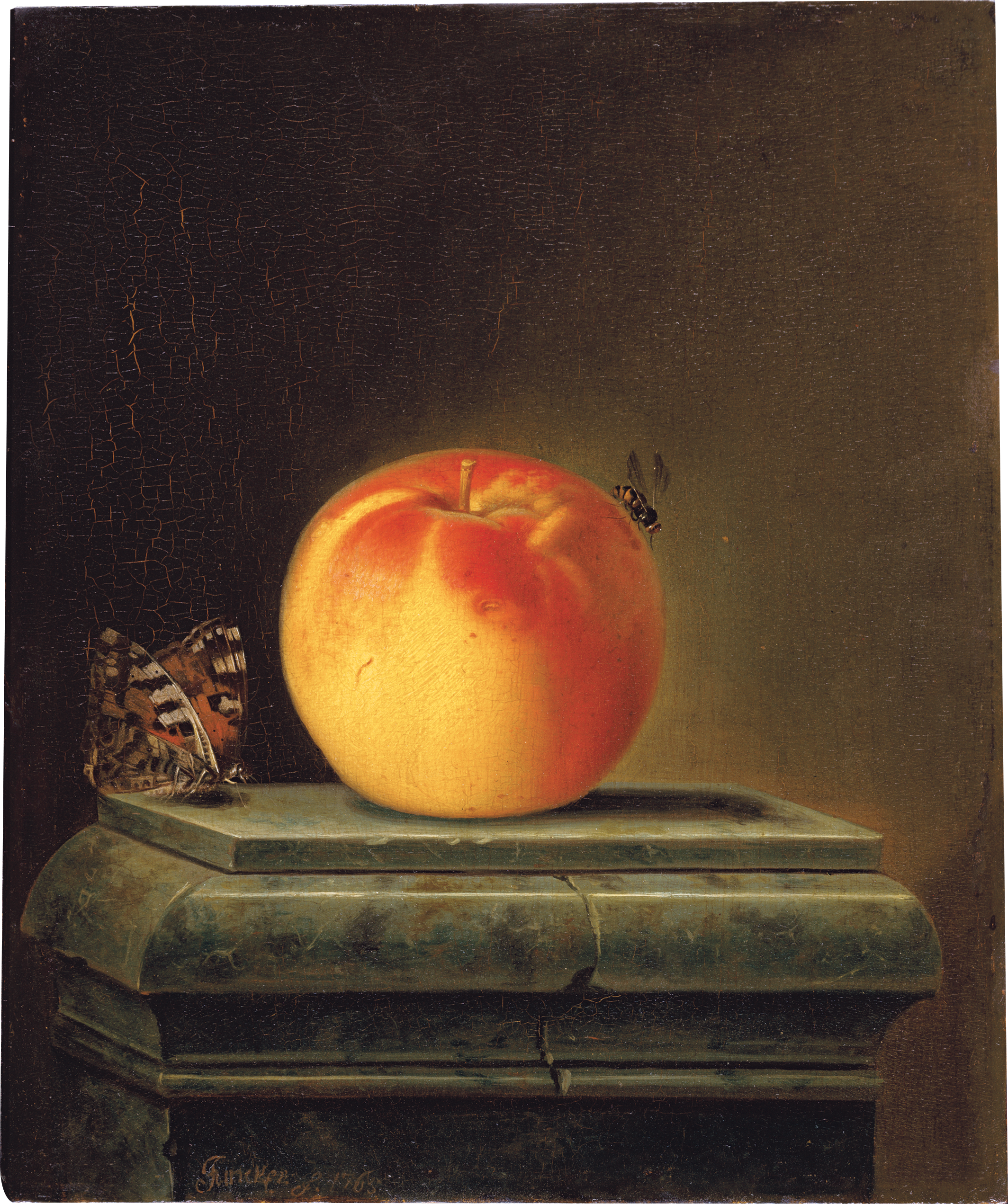
Họa phẩm về quả táo

Trong thần thoại Bắc Âu, nữ thần Iðunn được miêu tả trong sách giáo khoa cổ Prose Edda (được viết vào thế kỷ 13 bởi tác giả Snorri Sturluson) là người cung cấp những quả táo cho các vị thần mang lại cho họ sự trẻ trung vĩnh cửu. Học giả người Anh H. R. Ellis Davidson liên hệ quả táo với các hoạt động tôn giáo trong Pagan giáo Đức mà từ đó Pagan giáo Bắc Âu phát triển. Bà cho biết những xô đựng táo đã được tìm thấy trong khu chôn cất thuyền Oseberg ở Na Uy, trái cây và quả hạch (Iðunn từng được mô tả biến thành một loại hạt trong Skáldskaparmál) đã được tìm thấy trong những ngôi mộ xưa nhất của người German ở Anh và các nơi khác trên lục địa châu Âu, chúng có thể mang một ý nghĩa tượng trưng, và ở tây nam nước Anh các loại hạt được xem là biểu tượng sinh nở
Ellis Davidson ghi nhận mối liên hệ giữa táo và Vanir, một bộ tộc thần tiên trong thần thoại Bắc Âu có liên quan đến khả năng sinh sản, trong đó dẫn một ví dụ về Skírnir, sứ giả của thần Freyr, đã ban cho nàng Gerðr xinh đẹp 11 "quả táo vàng" để tán tỉnh nàng giúp thần. Nội dung này nằm trong Khổ 19 và 20 của Skírnismál. Davidson cũng lưu ý thêm về mối liên hệ giữa khả năng sinh sản và những quả táo trong thần thoại Bắc Âu trong chương 2 của Völsunga saga: sau khi vua Rerir cầu nguyện Odin để có con, nữ hoàng các vị thần Frigg đã gửi cho ông một quả táo, sứ giả của Frigg (trong lốt một con quạ) thả quả táo vào lòng ông khi ông đang ngồi trên đỉnh gò đất của một ngôi mộ. Việc ăn táo của vợ Rerir dẫn đến việc mang thai sáu năm và sinh (bằng mổ đẻ) ra một đứa con trai – anh hùng Völsung.
Hơn nữa, Ellis Davidson cho biết cụm từ khá khó hiểu mang tên Táo của Hel được sử dụng trong một bài thơ có từ thế kỷ 11 của skald (nhà thơ của thơ truyền thống Bắc Âu) là Thorbiorn Brúnarson. Bà nói rằng điều này có thể ngụ ý rằng quả táo được Brúnarson coi là thức ăn của người chết. Hơn nữa, Ellis Davidson ghi rằng nữ thần Nehalennia của Đức đôi khi được miêu tả với những quả táo và những điều tương tự khác thường thấy trong những câu chuyện cổ của người Ireland. Davidson khẳng định trong khi việc trồng táo ở Bắc Âu kéo dài ít nhất là từ thời Đế chế La Mã và việc trồng đã du nhập đến châu Âu từ Cận Đông, các giống táo bản địa mọc ở Bắc Âu đều nhỏ và có vị đắng. Davidson kết luận rằng trong diện mạo Iðunn "chúng ta phải có một hình ảnh phản chiếu lờ mờ của một biểu tượng cũ: đó là nữ thần hộ mệnh của trái cây ban sự sống của thế giới bên kia".

## Trong văn hóa

### Phương Tây

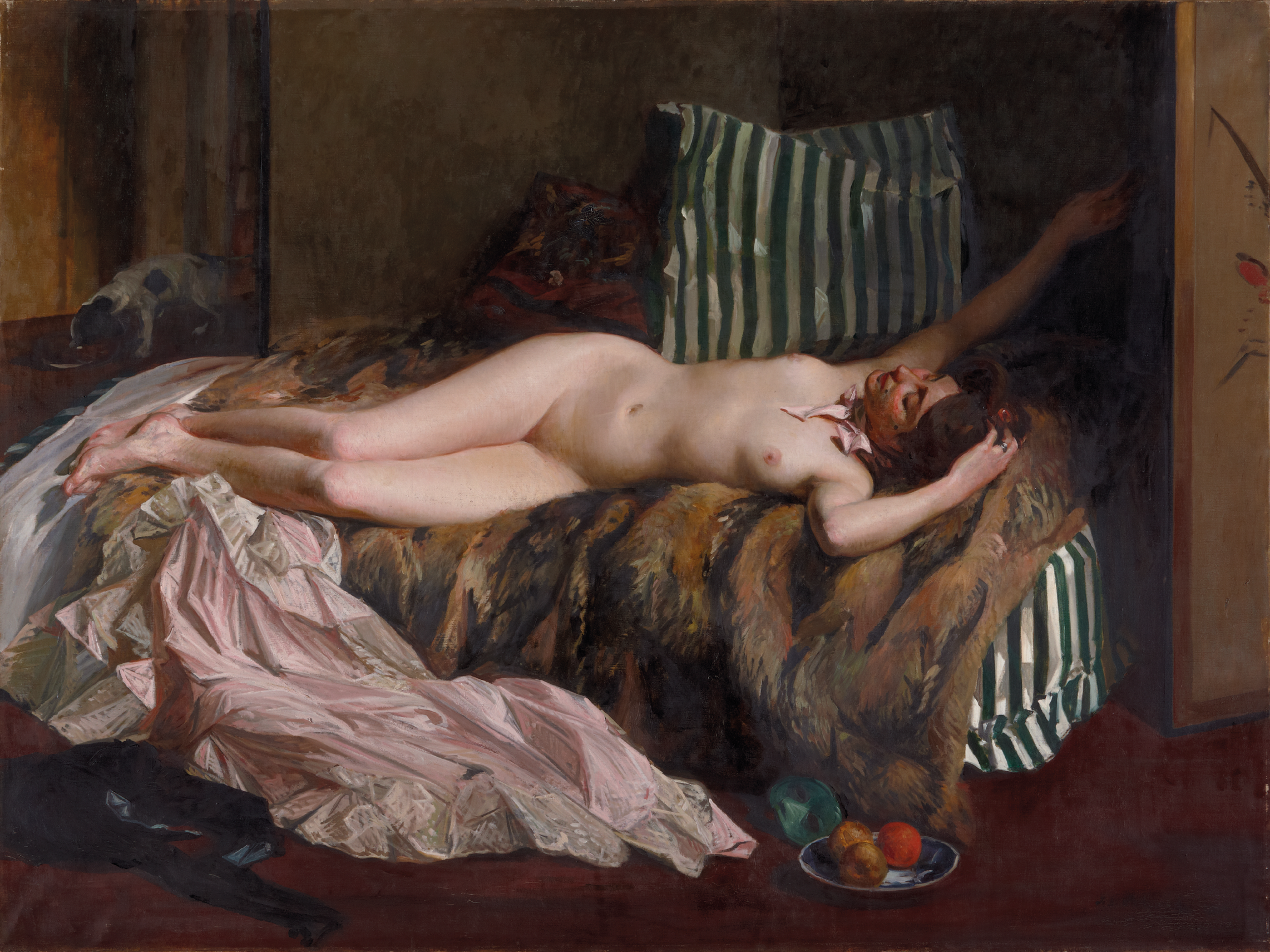
Họa phẩm nàng bạch tuyết ăn trái táo tẩm độc của mụ gì ghẻ

Trong câu chuyện cổ tích Nàng Bạch Tuyết và bảy chú lùn có chi tiết về quả táo bị tẩm độc, Theo học giới, các biểu tượng trọng yếu trong truyện Công chúa Bạch Tuyết lần lượt là quả táo độc, khi mà mụ gì ghẻ mưu hại màng Bạch Tuyết lần chót, bà ta đóng giả làm một mụ nhà quê. Mụ tặng cho Bạch Tuyết một quả táo đỏ au, nàng vừa cắn miếng đã lịm đi. Bảy chú lùn khi về đến nơi thì không kịp nữa. Câu tục ngữ "Một quả táo mỗi ngày giúp tránh xa bác sĩ", đề cập đến những lợi ích sức khỏe được cho là nhờ ăn thứ quả này, câu tục ngữ này đã bắt nguồn từ xứ Wales vào thế kỷ XIX, nơi cụm từ ban đầu là "Ăn một quả táo khi đi ngủ, và bạn sẽ khiến cho bác sĩ không kiếm được bánh mì của mình". Vào thế kỷ 19 và đầu thế kỷ 20, cụm từ phát triển thành "một quả táo mỗi ngày, không cần trả tiền bác sĩ" và "một quả táo mỗi ngày sẽ đuổi bác sĩ đi"; cụm từ thường được sử dụng hiện nay được ghi lại lần đầu tiên vào năm 1922.

### Đại chúng
Logo đầu tiên của Apple Inc. được Ron Wayne thiết kế miêu tả cảnh nhà bác học Isaac Newton ngồi dưới gốc cây táo, logo này gần như ngay lập tức được thay thế bằng "Rainbow Apple" (quả táo cầu vòng) của Rob Janoff là hình bóng một quả táo màu cầu vồng quen thuộc hiện nay với một vết cắn nham nhở Vào ngày 27 tháng 8 năm 1999, Apple chính thức loại bỏ tông màu cầu vồng và bắt đầu sử dụng các logo đơn sắc gần như giống hệt về hình dạng với phiên bản cầu vồng trước đó. Câu khẩu hiệu đầu tiên của Apple, "Byte into an Apple" (Cắn một quả táo), được ra đời vào cuối những năm 1970.. Buổi trình diễn thời trang Pucca Xuân/Hè 2011 được lấy cảm hứng từ nàng Bạch Tuyết và người mẹ kế độc ác của nàng, Nữ hoàng. Người mẫu mở màn, Stella Maxwell, mặc đồ Lolita-esque Bạch Tuyết thời hiện đại trong bộ áo hoody, váy ngắn và giày cao gót. Do đi đôi giày cao chót vót, cô đã bị ngã trên sàn catwalk và làm rơi quả táo đỏ đang mang theo..

## Hình ảnh

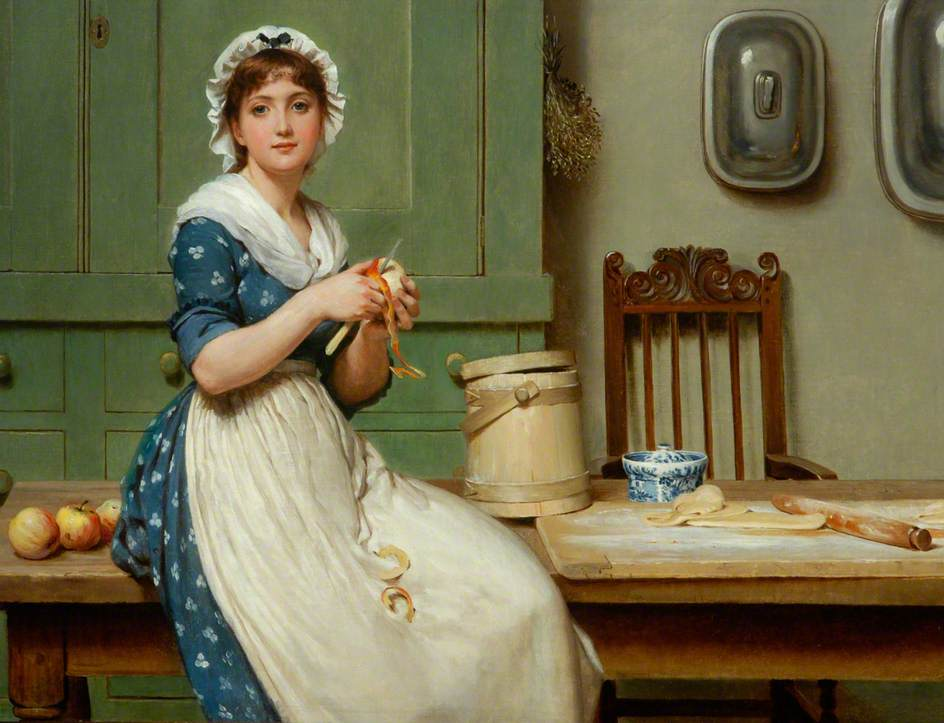
Họa phẩm thiếu nữ gọt táo
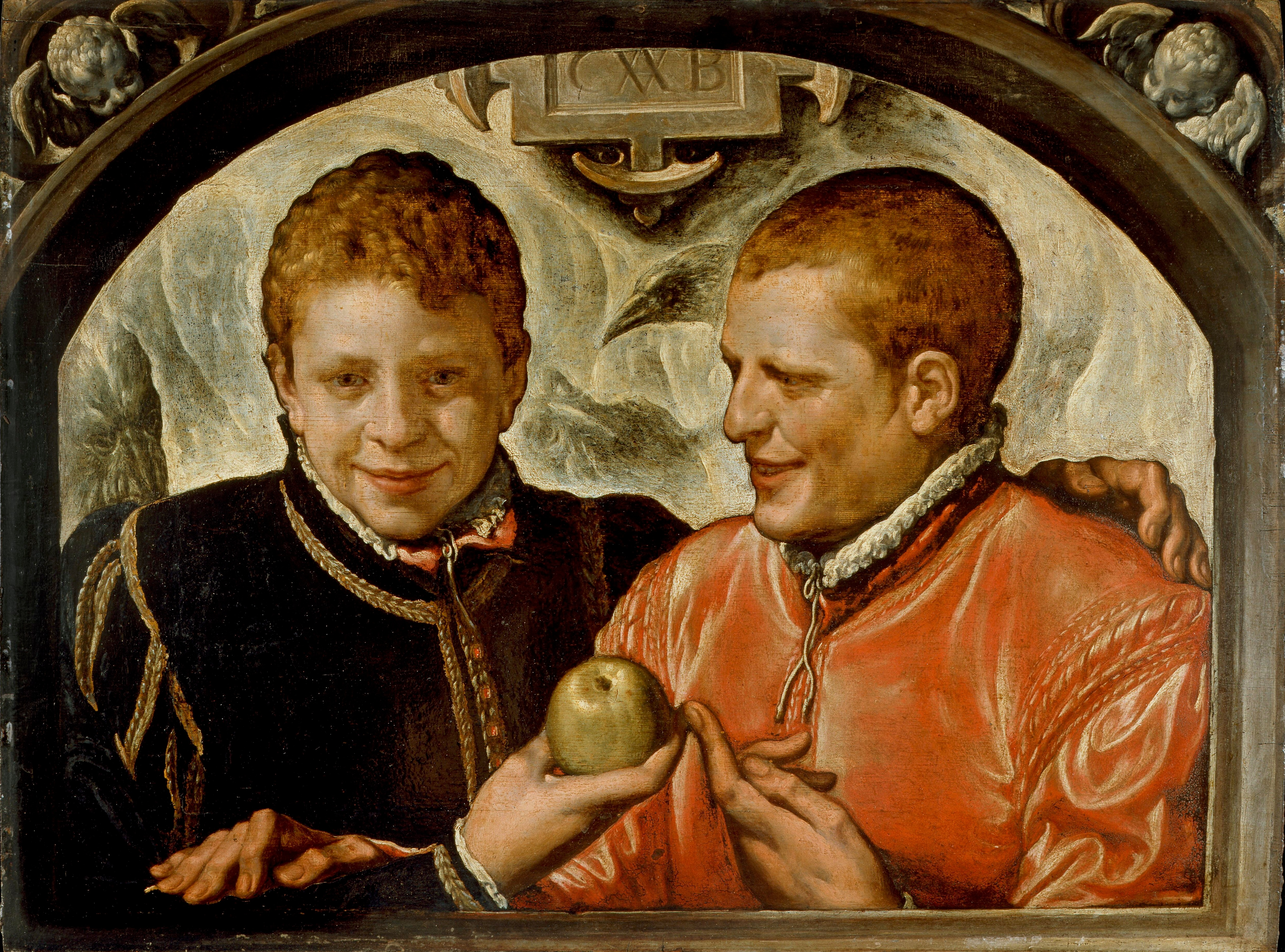
Two Young Men, Crispin van den Broeck
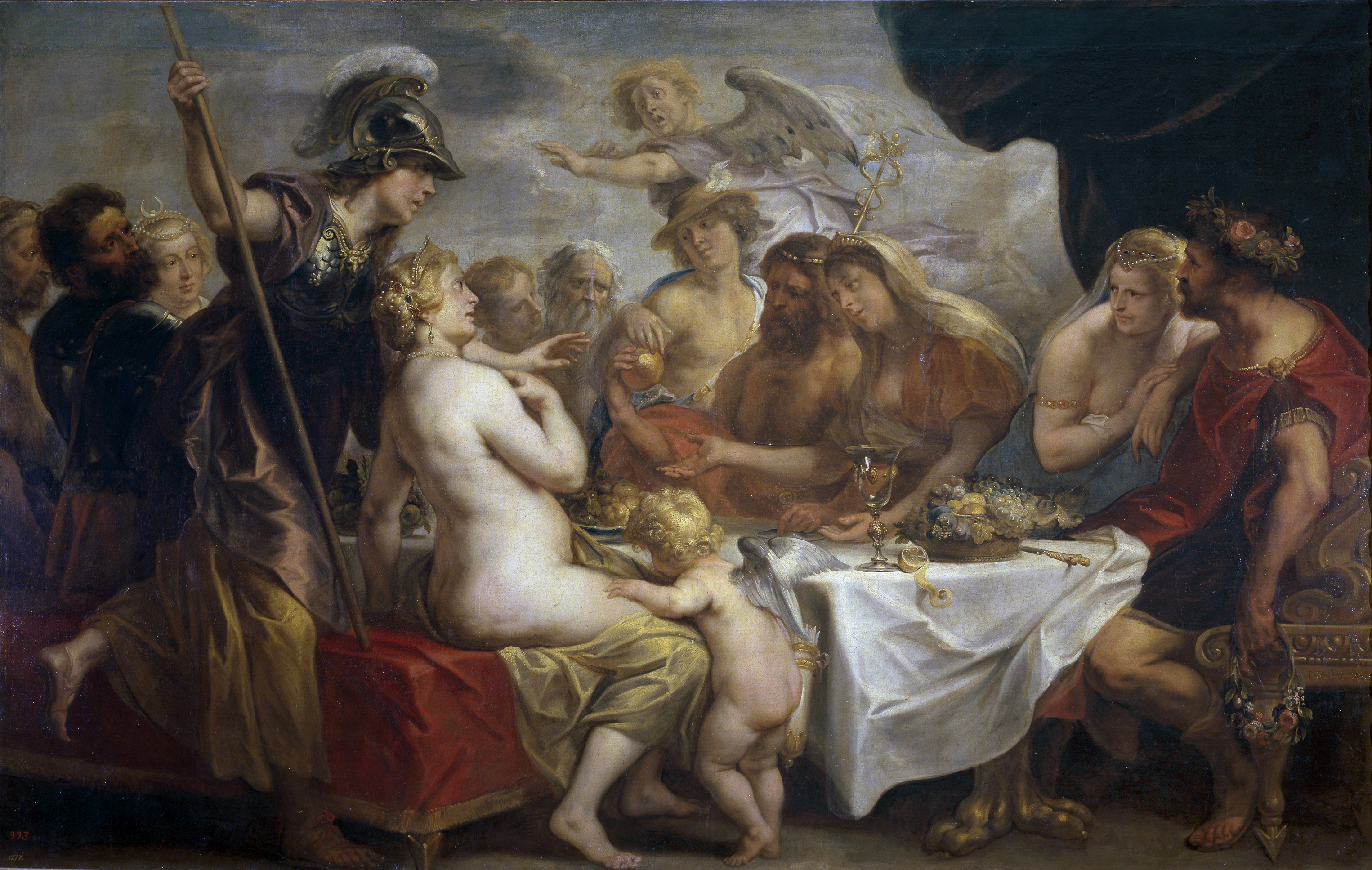
Họa phẩm về Quả táo bất hòa
Logo chính thức đầu tiên của Apple Inc. (1977–1998)[28]
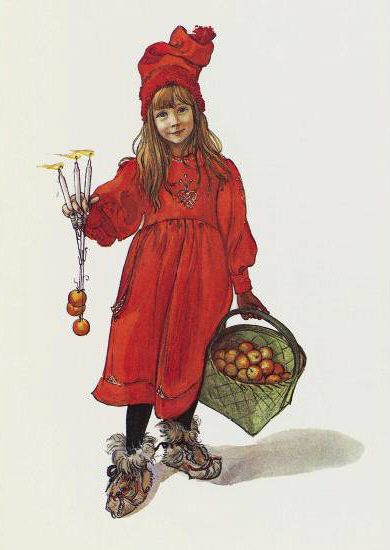
Bức họa "Brita as Iduna" (1901) của Carl Larsson minh họa nữ thần Iðunn mặc váy đỏ, một tay cầm 3 ngọn nến và tay kia cầm một giỏ táo
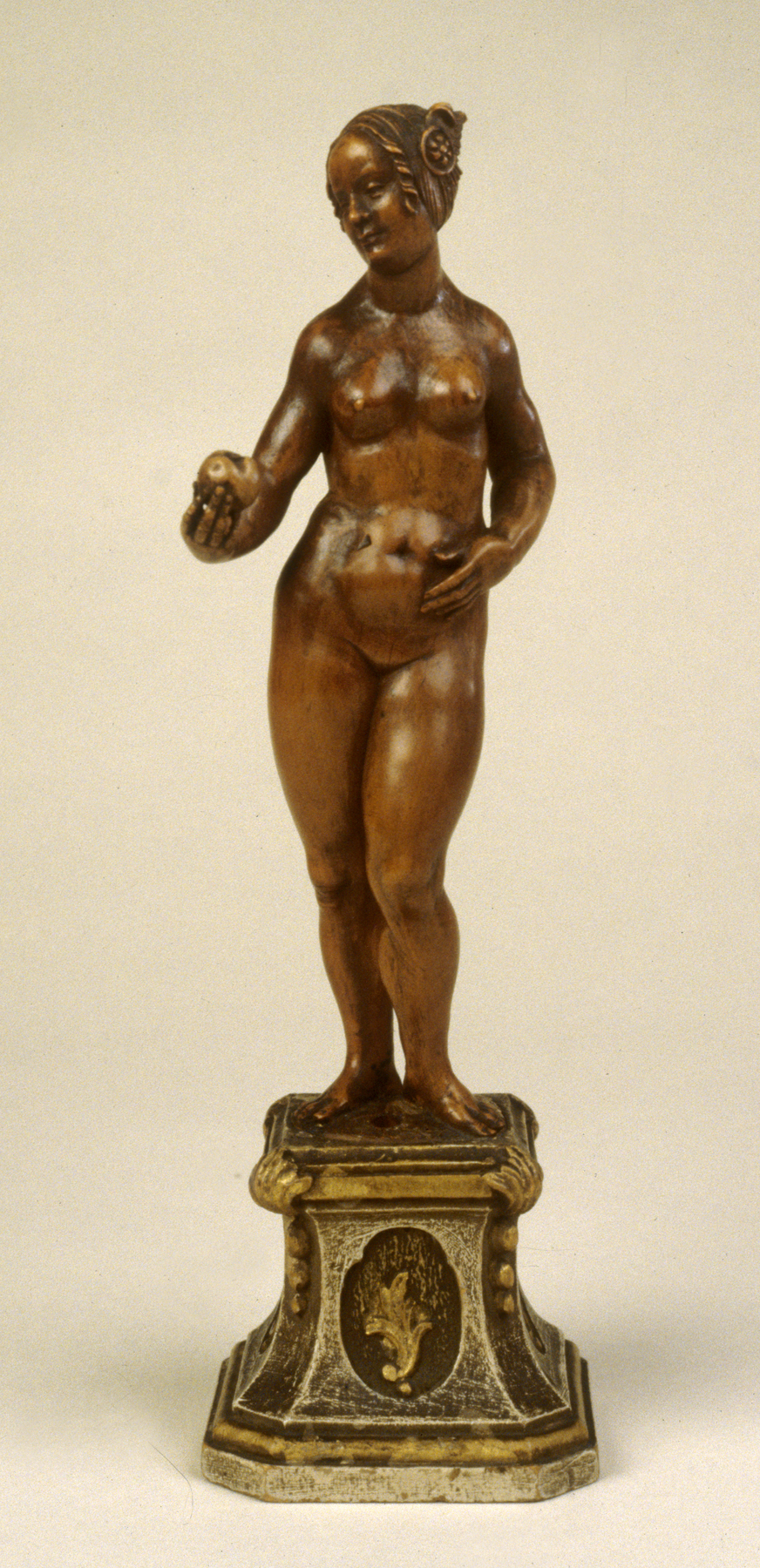
Venus Holding an Apple của Daniel Mauch
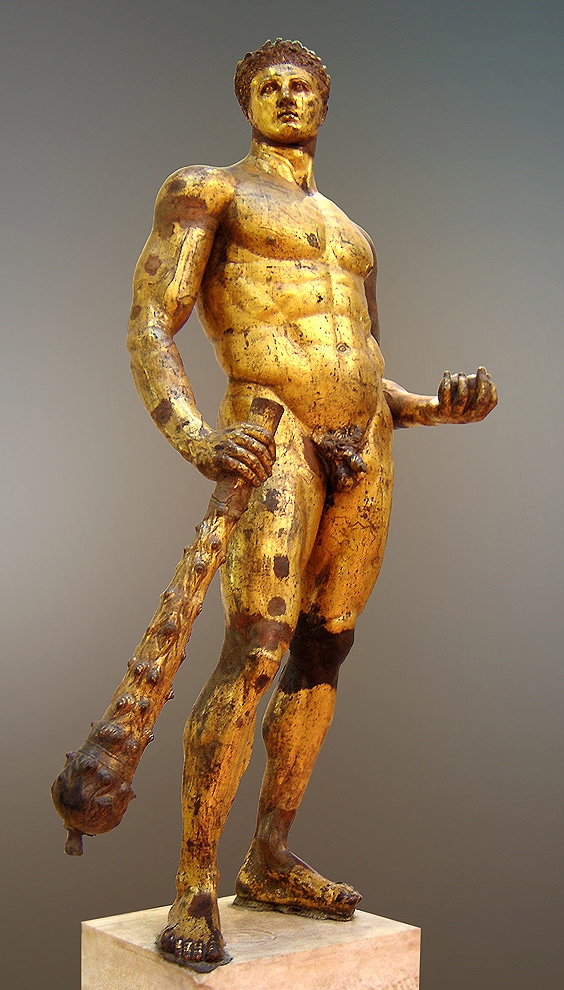
Héc-quyn với quả táo của Hesperides
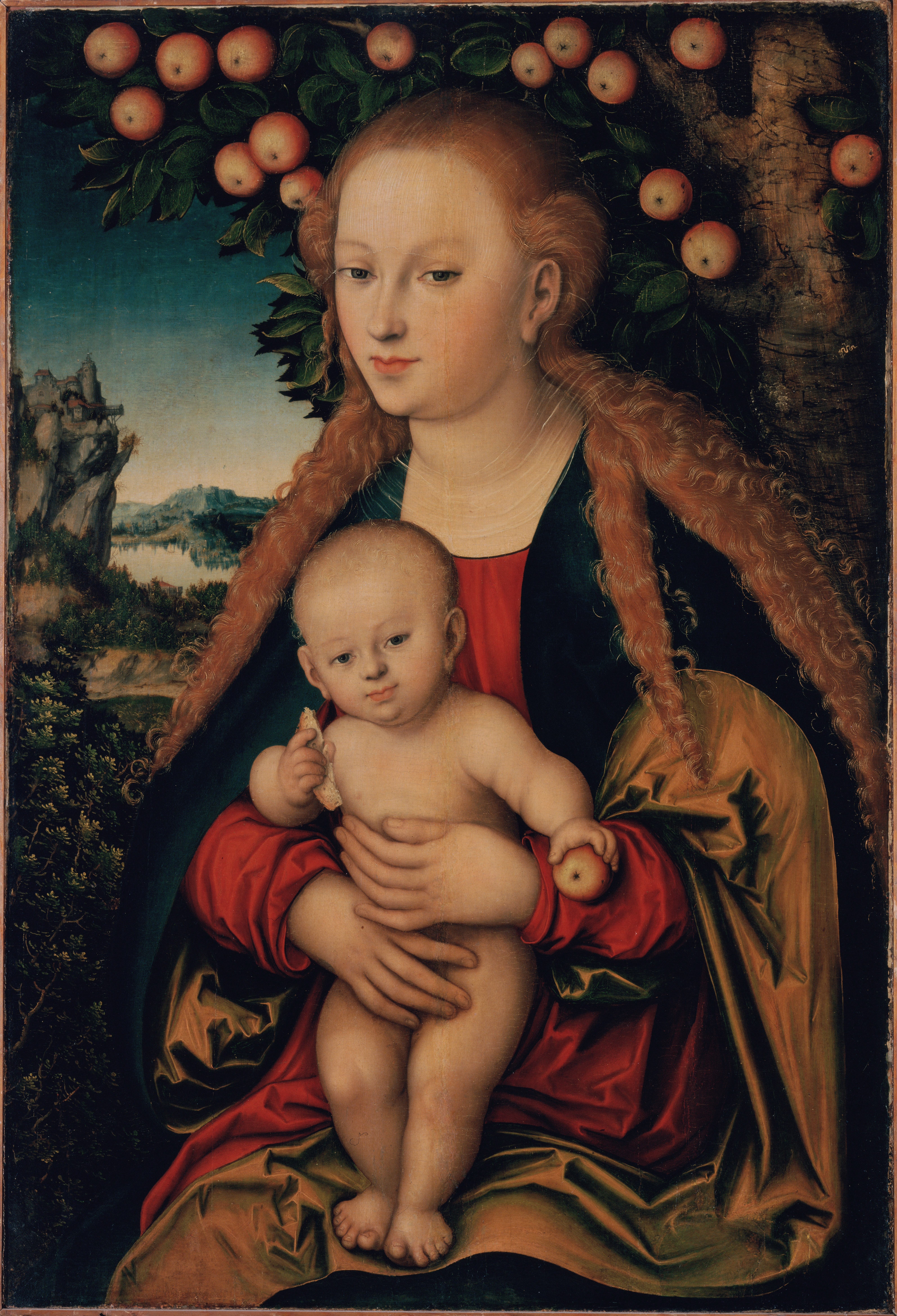
The Virgin and Child Under an Apple Tree của Lucas Cranach the elder
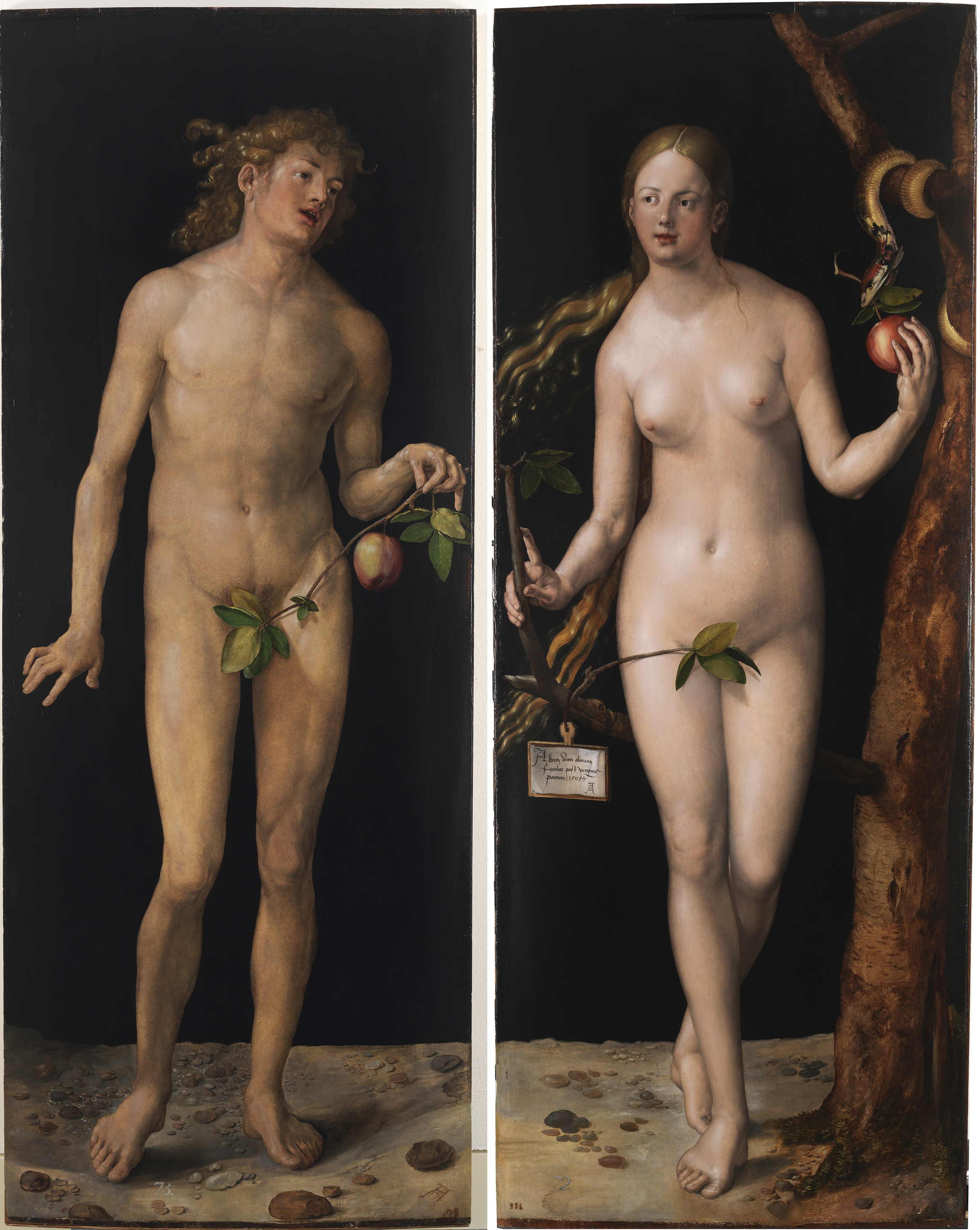
Bức họa Adam và Eva của Albrecht Dürer (1507) trưng bày quả táo như một biểu tượng của tội lỗi
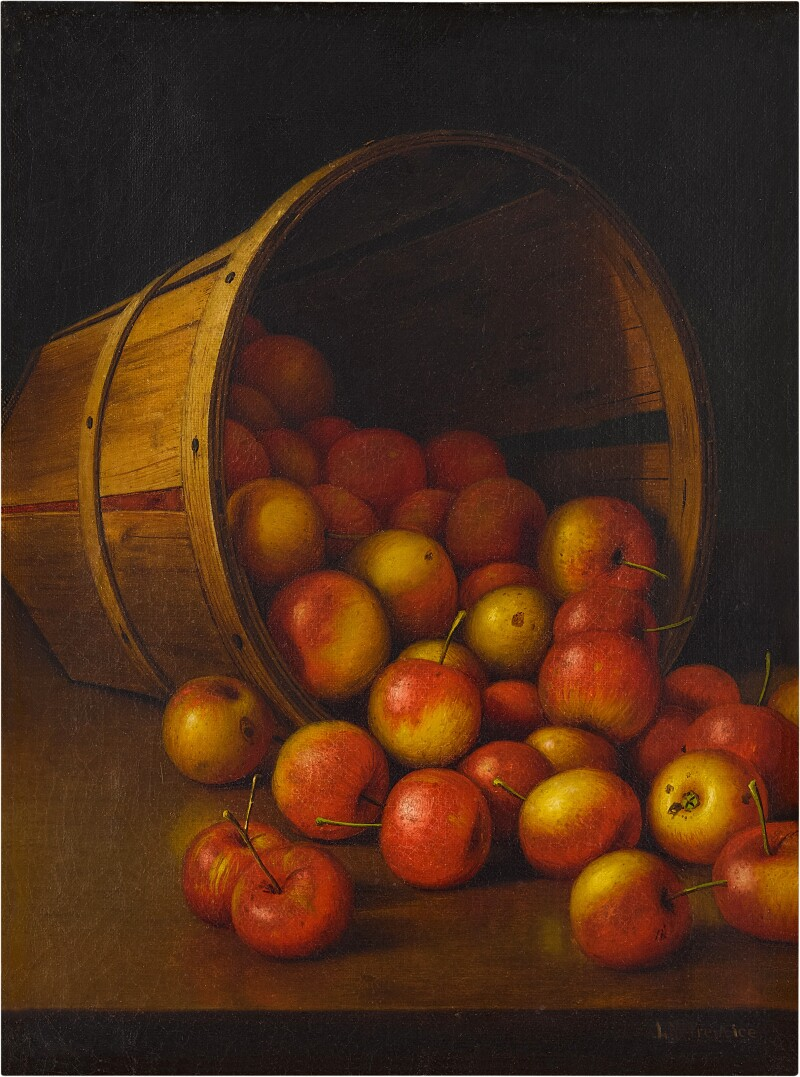
Tranh vẽ về một thùng táo
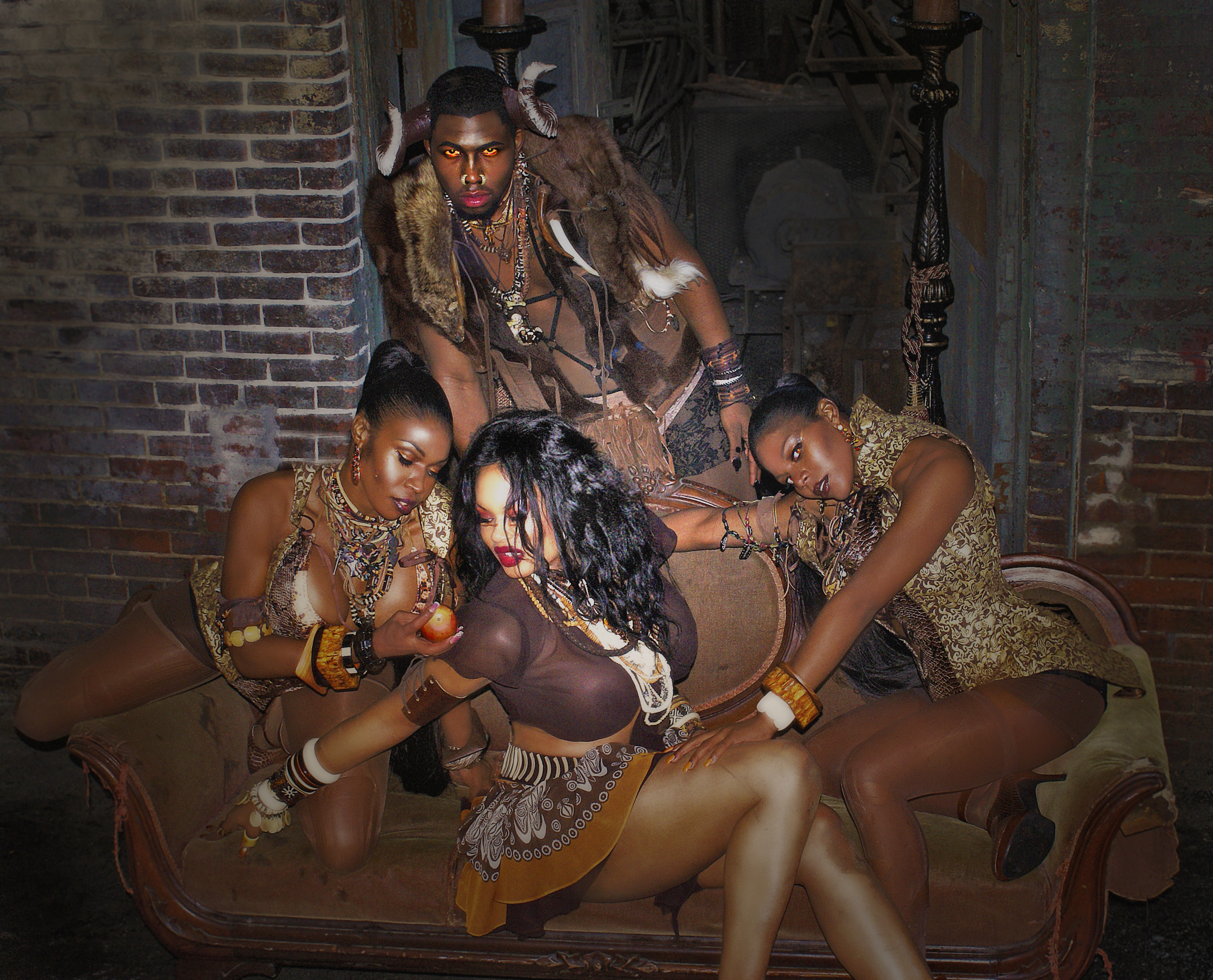
Diễn cảnh ăn trái cấm tội lỗi
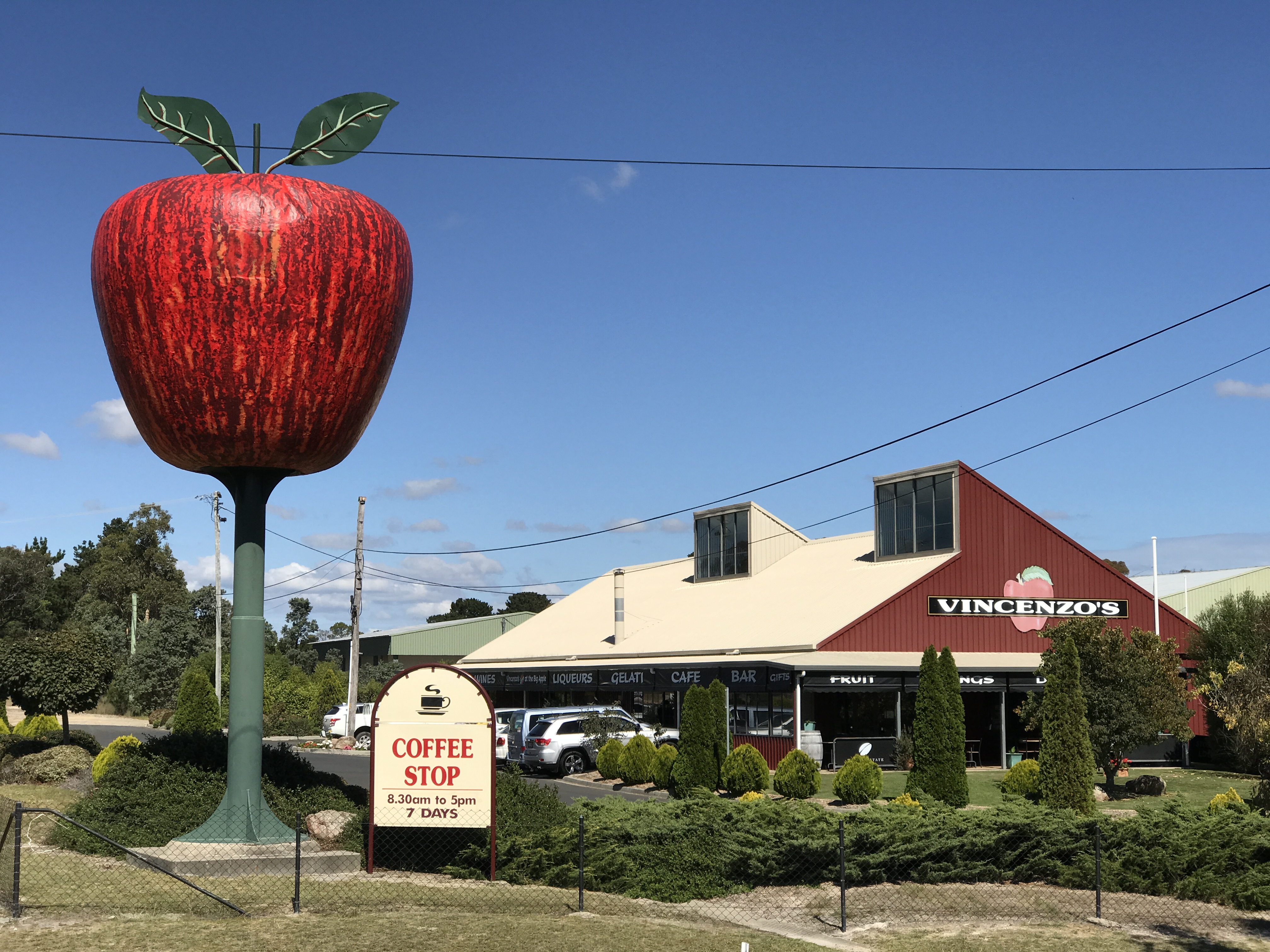
Tượng quả táo ở Thulimbah, Queensland
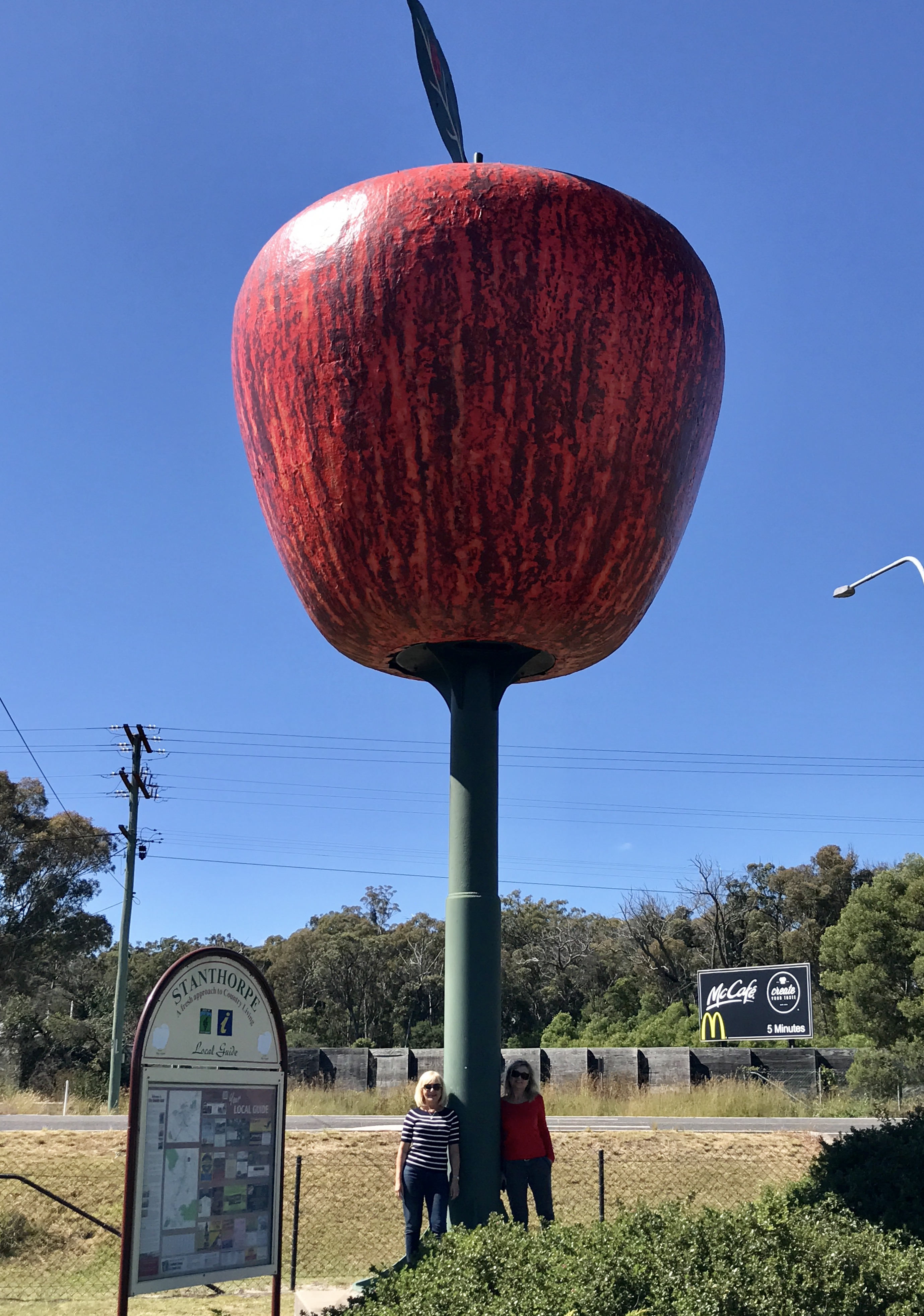
Tượng quả táo ở Thulimbah, Queensland
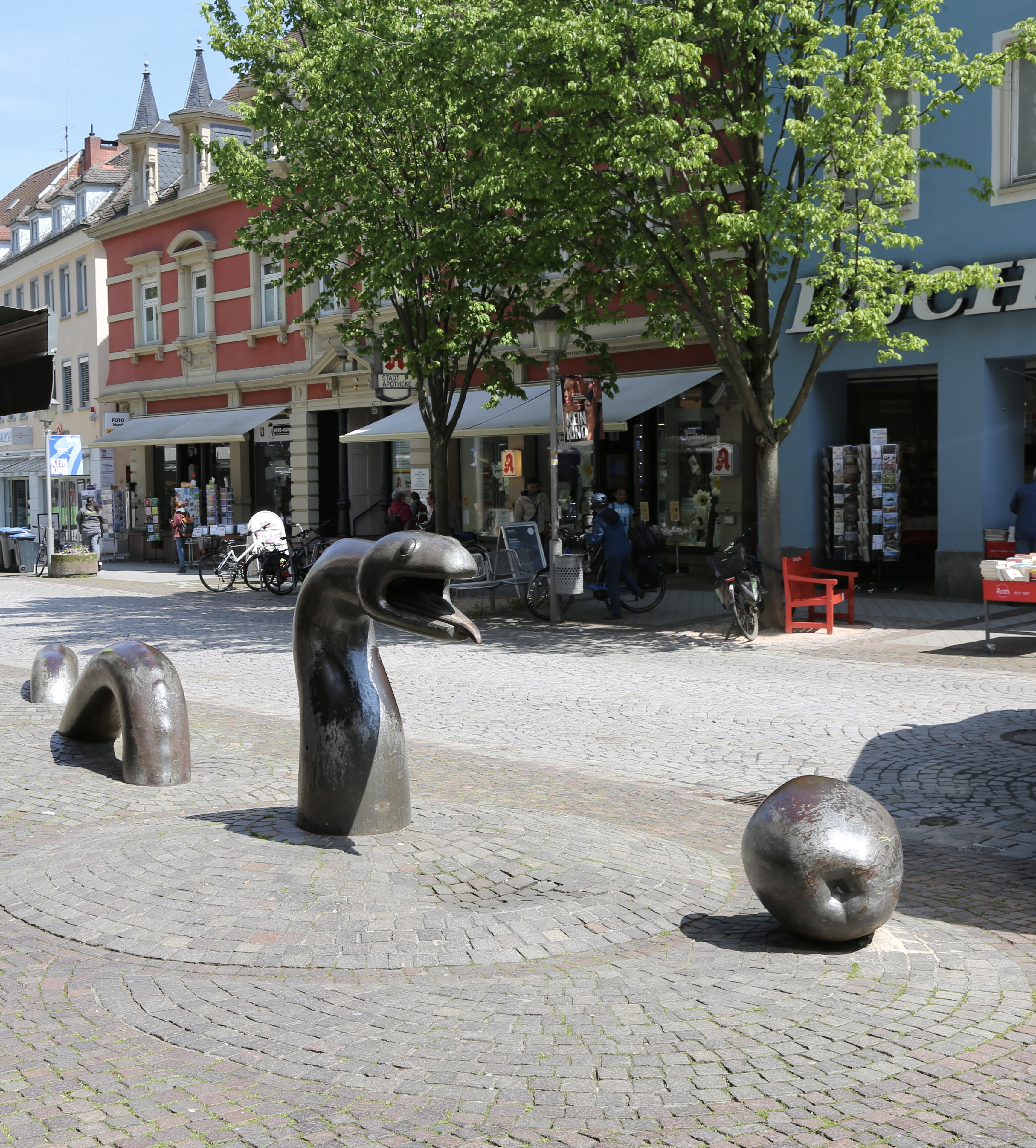
Tượng quả táo và con rắn độc xảo quyệt
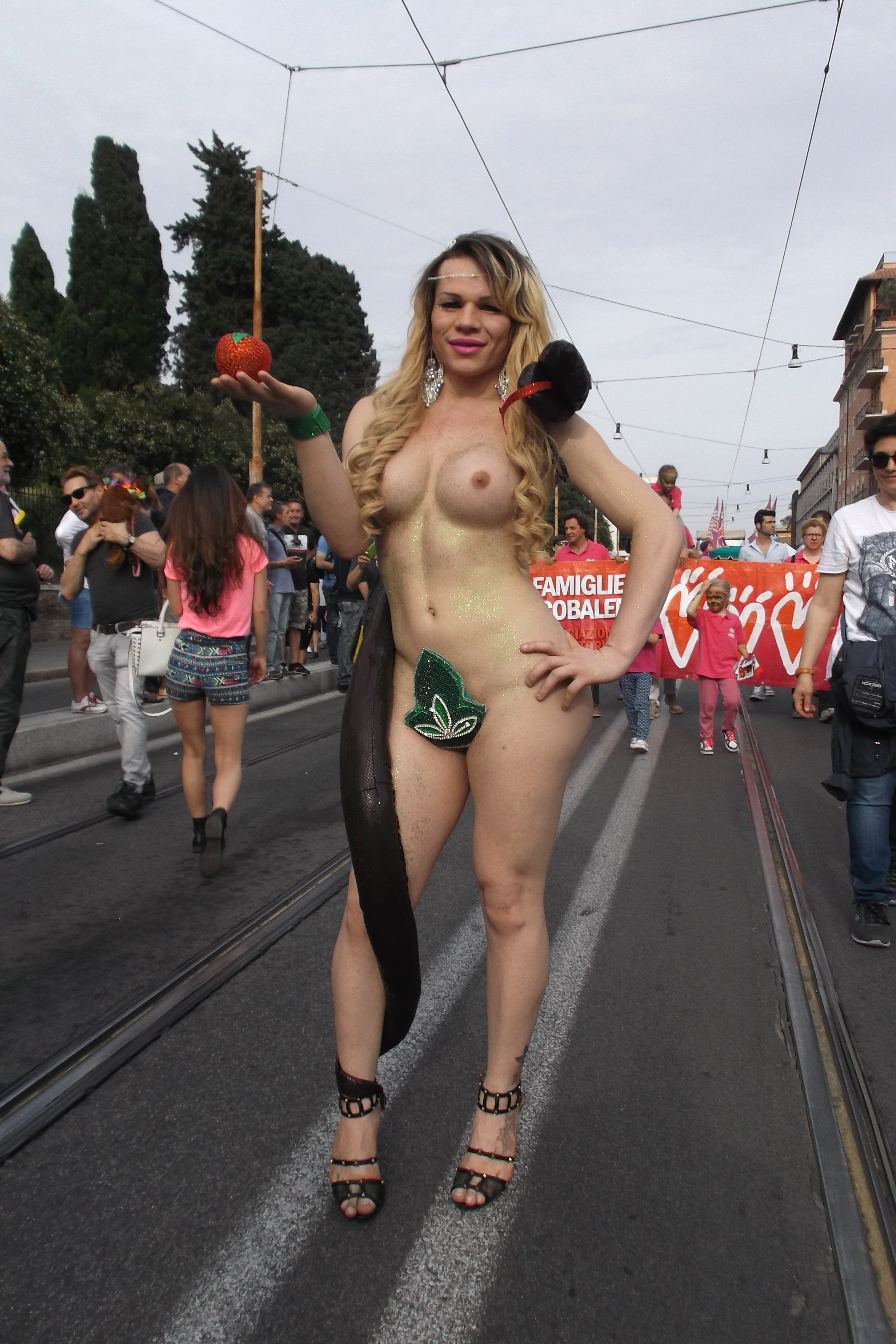
Hóa trang khỏa thân ẩn dụ về ăn trái cấm